# Кастільйос (Уругвай)
Кастильйос (ісп. Castillos) — місто на південному сході Уругваю, на території департаменту Роча.

## Географія
Місто розташоване на східній частині департаменту, до північного сходу від однойменного озера, на вишині 43 метрів над рівнем моря.
Кастільйос розташований на відстані приблизно 52 км до північного сходу від  Рочі, адміністративного центру департаменту на відстані 217 км до сходу-півночі-сходу  (ENE) від Монтевідео,  столиці країни. Найближчий цивільний аеропорт розташований у місті Роча.

## Історія
Місто було засноване 19 квітня 1866 під назвою Сан-Вісенте-де-Кастоліос. Походження  топоніму пов’язане із назвою каплиці Сан-Вісенте-Мартін-Кастілос. Отримав статус малого міста  (Villa) 3 травня 1909. Отримав статус міста  (Ciudad) 3 листопада 1952.

## Населення
Згідно з переписом 2011, населення складало 7541 людину.
| Рік  | Населення |
| ---- | --------- |
| 1963 | 5 957     |
| 1975 | 7 260     |
| 1985 | 6 836     |
| 1996 | 7 346     |
| 2004 | 7 649     |
| 2011 | 7 541     |

Джерело: Instituto Nacional de Estadística de Uruguay